# Belle Maman
Ne doit pas être confondu avec Bonne Maman.
Pour plus de détails, voir Fiche technique et Distribution.
Belle Maman est un film français réalisé par Gabriel Aghion, sorti en 1999.

## Synopsis
Le jour de son mariage avec Séverine, lorsqu'Antoine s'entend répondre « Oui » au curé, il sait déjà qu'il aurait dû dire « Non ». Il vient en effet de tomber amoureux de sa belle-mère, Léa. Les ennuis ne font que commencer : entre sa mère alcoolique, son meilleur ami qui lui annonce son homosexualité, sa femme qui se doute de quelque chose, et la grand-mère de sa femme qui a des problèmes avec sa petite amie, Antoine ne saura plus où donner de la tête…

## Fiche technique
- Titre : Belle-Maman
- Réalisation : Gabriel Aghion
- Scénario : Gabriel Aghion et Danièle Thompson d'après le scénario original de Jean-Marie Duprez
- Producteur : Bruno Pésery
- Producteurs associés : Michel Seydoux et Jean-Marie Duprez
- Producteur exécutif : Xavier Castano
- Musique : Bruno Coulais
- Photographie : Romain Winding
- Montage : Luc Barnier
- Décors : Dan Weil
- Costumes : Jackie Budin
- Effets visuels : Ex-machina
- Maquillage : Jean-Christophe Roger
- Attaché de presse : Dominique Segall
- Sociétés de production : Caméra One, Arena Films, TF1 Films Production
- Sociétés de distribution : AMLF (France), Fox Pathé Europa (France), Filmcooperative (Suisse), Les Films de l'Elysée (Belgique), Aquarius TV (Grèce)
- Ventes internationales : Intermedia Arc Pictures
- Format : Eastmancolor - 2,35:1 -  35 mm Panavision, laboratoires LTC
- Son : Dolby Digital
- Matériels électriques : Transpalux
- Lieux de tournage : Aéroports de Paris, Château d'Ermenonville, Le François, Habitation Clément, Paris, Les Hôpitaux de Paris et Studios SETS à Stains
- Budget : 10,15 M€
- Langue : français
- Genre : Comédie romantique
- Box-office France : 1 257 317 entrées
- Pays de production :  France
- Durée : 102 minutes
- Date de sortie : 10 mars 1999
- Visa d'exploitation no 91 943

## Distribution
- Catherine Deneuve : Léa
- Mathilde Seigner : Séverine
- Vincent Lindon : Antoine
- Line Renaud : Nicou
- Stéphane Audran : Brigitte
- Danièle Lebrun : Josette
- Jean Yanne : Paul, ex-mari de Léa
- Artus de Penguern : Pascal
- Idris Elba : Grégoire
- Françoise Lépine : Nathalie
- Marie France : Marie-Claude
- Laurent Lafitte : Frank
- Jean-Marie Winling : Henri
- Joséphine Lebas-Joly : une enfant
- Luc Palun : voix A.A
- Sharon Boiteux : Enfant
- Antoine Bonnaire : Enfant
- Marc Chantereau : Musicien
- Pierre-Alain Dahan : Musicien
- Raoul Duflot-Vérez : Musicien
- Guy Louiset : Musicien
- Hadrien Mansour : Enfant
- Antoine du Merle : Enfant
- Antoine Parent : Enfant
- Fanny Stralen : Enfant
- Flore Stralen : Enfant
- Michel Peyratout : Musicien
- Slim Pezin : Musicien
- Marie-France Santon
- Blanche Raynal
- Jacqueline Vicaire
- Jean-Michel Martial
- Jean-Paul Brissard
- Sacha Briquet
- Paul Rieger
- Patrick Lancelot
- Peter Adam :
- Lyèce Boukhitine :
- Omar Dawson :
- François-Paul Doussot :
- Stefan Elbaum :
- Franck Gourlat :
- François Huin :
- Canaan Marguerite :
- Sophie Marin-Degor :
- Marc Rioufol :
- Claire Rochelle :
- Katherine Ruhlmann :
- Rodolphe Salomon :
- Jean-Luc Sam Sambo :
- Patrick Sebert :
- Aurélien Wiik (crédité mais invisible à l'écran : rôle coupé au montage ?)

## Nomination
- Césars 2000 : César de la meilleure actrice dans un second rôle pour Line Renaud

## Autour du film
- Troisième rôle au cinéma pour Laurent Lafitte et Aurélien Wilk.
- Présence dans le film d'un avion rare : le MD. 311 F-AZCB[2].
- Autres avions présents dans le long métrage : (lecture de leur immatriculation à l'écran) :
  - Beechcraft Baron F-BPIS
  - Peyret SFCA Taupin (en)n°10 F-AZBG[3]

## Musiques additionnelles
Sauf indication contraire, les informations mentionnées dans cette section peuvent être confirmées par le générique de fin de l'œuvre audiovisuelle présentée ici, ainsi que par la base de données cinématographiques IMDb,  présente dans la section « Liens externes ».
Musiques non recensées par l'IMDb sur la page consacrée au film :
- Casta Diva - opéra Norma - Vincenzo Bellini (59e minute - diffusion via une cassette audio dans la jeep et 83e minute au récital),
- Puppet on a String - Sandie Shaw
- La Traviata - Giuseppe Verdi